# Houchao
Houchao (kinesiska: 后巢, 后巢乡) är en socken i Kina. Den ligger i provinsen Guizhou, i den sydvästra delen av landet, omkring 12 kilometer sydost om provinshuvudstaden Guiyang. Antalet invånare är 124924. Befolkningen består av 58 543 kvinnor och 66 381 män. Barn under 15 år utgör 23,0 %, vuxna 15-64 år 73 %, och äldre över 65 år 2,0 %.